# Santa Monica degli Agostiniani

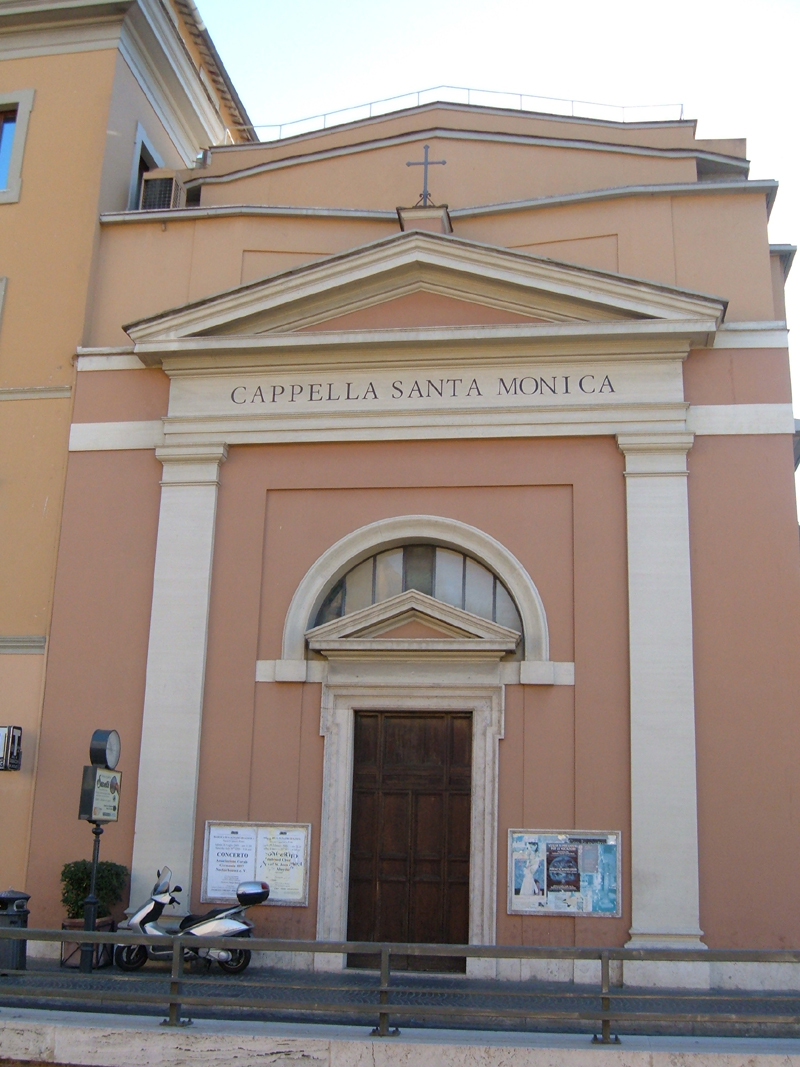
Fachada da igreja na Piazza del Sant'Uffizio.

Santa Monica degli Agostiniani é uma igreja conventual de Roma localizada no número 8 da Piazza del Sant'Uffizio, no rione Borgo, logo ao sul da Colunata da Praça de São Pedro. É dedicada a Santa Mônica. Apesar de seu tamanho diminuto, a Diocese de Roma a considera uma igreja e não uma capela. É a igreja oficial da Curia Generalizia degli Agostiniani, ou seja, a sede mundial dos frades agostinianos.

## História

### Villa Cesi
A cúria geral dos frades agostinianos costumava ser em Sant'Agostino e havia um outro grande convento agostiniano em Santa Maria del Popolo, mas ambos foram confiscados pelo governo italiano em 1873. Em 1882, uma nova sede e uma casa de estudos foi fundada no local atual. Na época, o terreno era ocupado pela Villa Cesi (não confundir com o Palazzo Cesi, também no Borgo), que foi construída em 1550 por Guido Guidetti e famosa por seus jardins.
Infelizmente, havia apenas uma rua estreita entre o palácio da villa e o braço sul da Colunata de Bernini, o que condenou o edifício arquitetura renascentista quando os fascistas começaram as obras da Via della Conciliazione. A rua (a moderna Via Paolo VI) foi alargada e a villa acabou sendo quase toda demolida antes da construção do enorme convento dos agostinianos um pouco mais para o sul. O que restou foi incorporado ao novo convento num projeto dos próprios frades.

### Igreja
Vista de fora, a igreja parece muito mais velha do que é. De fato, ela só foi construída em 1940 com base num desenho de Giuseppe Momo como parte da construção do convento. Ele é famoso por causa da escada espiral nos Museus Vaticanos, construída dez anos antes. Infelizmente, Momo morreu no mesmo ano e o projeto acabou completado por Silvio Galizia em 1941, seu primeiro projeto em Roma. Outra obra sua na cidade é a Cappella del Pontificio Collegio Pio Brasiliano, no quartiere Aurelio. 
O complexo hoje abriga várias instituições além da cúria geral da ordem, como o Collegio Internazionale Santa Monica, a principal universidade da ordem. Fica ali também o Augustinianum, o centro de educação terceira dedicado à patrística. Finalmente, toda a ala norte é dedicada a um famoso hotel de Roma, a Residenza Paolo VI.

## Descrição
Estruturalmente, a igreja é parte do convento. Ela fica no piso térreo da ala sul, com a entrada no canto sudoeste. À direta da fachada está uma grade metal através da qual é possível ver o topo da igreja, onde fica uma capela privada, separada, de uso exclusivo dos frades. A entrada principal do convento está depois desta grade, atrás da igreja. A projeção no estilo de um gablete do lado direito da igreja abriga uma capela lateral.
De cor rosa com detalhes brancos, a fachada é num estilo neobarroco que parece ser do início do século XVIII. Ela tem dois pilastras dóricas sustentando um entablamento e um frontão triangular com um friso com os seguintes dizeres: "Cappella Santa Monica". O portal é em estilo barroco tradicional e também conta com um frontão triangular que avança sobre uma janela semicircular emoldurada por uma arquivolta que se projeta a partir de um par de corbéis flanqueando a arquitrave branca abaixo do frontão.
Contrastando com a tradicional fachada, o interior da igreja é moderno. com mosaicos em estilo clássico baseado em temas da arte bizantina do Centro Aletti. A planta é retangular com quatro baias e uma pequena e rasa abside retangular. A decoração geral é branca, com pilastras revestidas por largas lajes de granito cinza separando as baias e sustentando vigas mais estreitas transversais do mesmo material. Cada baia, com exceção da segunda, tem uma janela em cada uma das paredes laterais de formato hexagonal irregular com vitrais semi-figurativos alternando cores azuis e marrons.es and browns.
A capela da direita é dedicada a Santa Rita de Cássia, uma freira agostiniana. O presbitério é decorado, na parede do fundo, por um mosaico do Calvário.

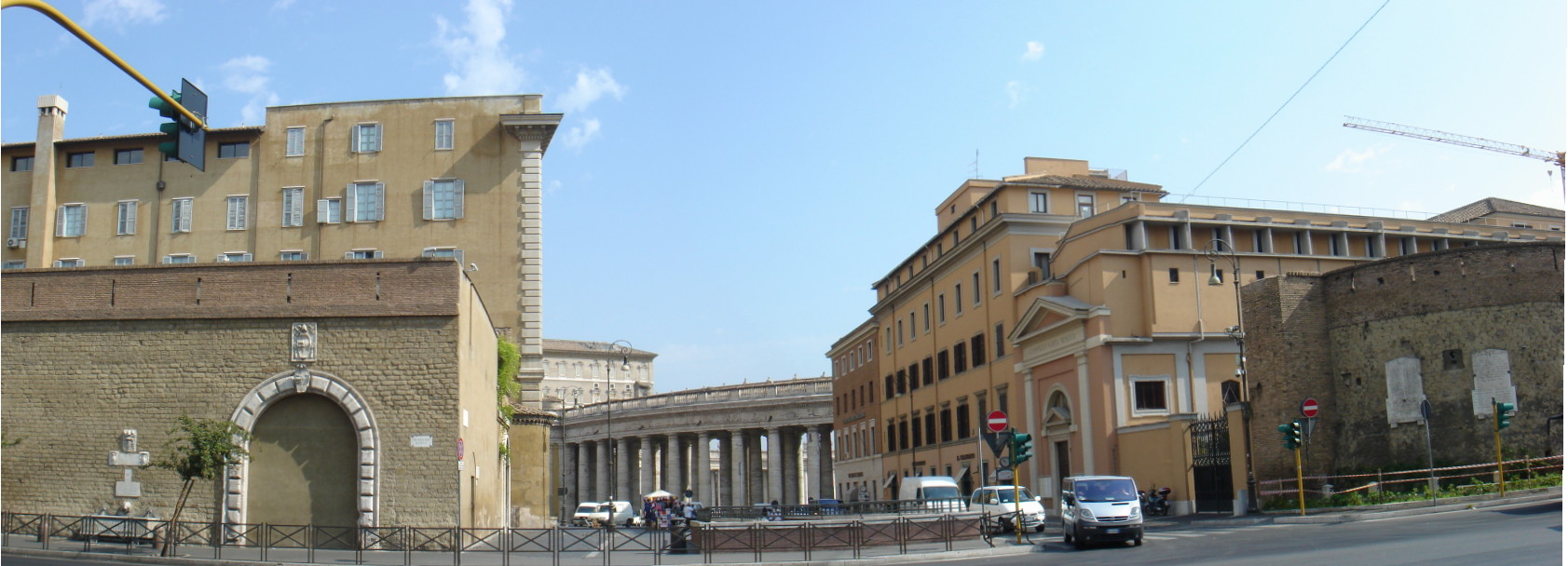
Vista da Piazza del Sant'Uffizio com o convento e a igreja à direita e a Porta Cavalleggeri à esquerda. A capela privada dos frades é bem visível no segundo andar da igreja.

## Capela privada
A capela privada dos frades, no andar de cima da igreja, é decorada por mosaicos baseados na arte copta. A planta é retangular, com um teto de concreto plano de forma complexa. Como a comunidade de frades é grande, a nave é ocupada por quatro fileiras de cadeiras de coro de madeira, umas de frente para outras aos pares. Todo o recinto é decorado por mosaicos do famoso artista jesuíta Marko Ivan Rupnik.